# Microhoria plumbea plumbea
Microhoria plumbea plumbea é uma subespécie de insetos coleópteros polífagos pertencente à família Anthicidae.
A autoridade científica da subespécie é La Ferte-Senectere, tendo sido descrita no ano de 1842.
Trata-se de uma subespécie presente no território português.